# Himmelsleiter (Greiz)

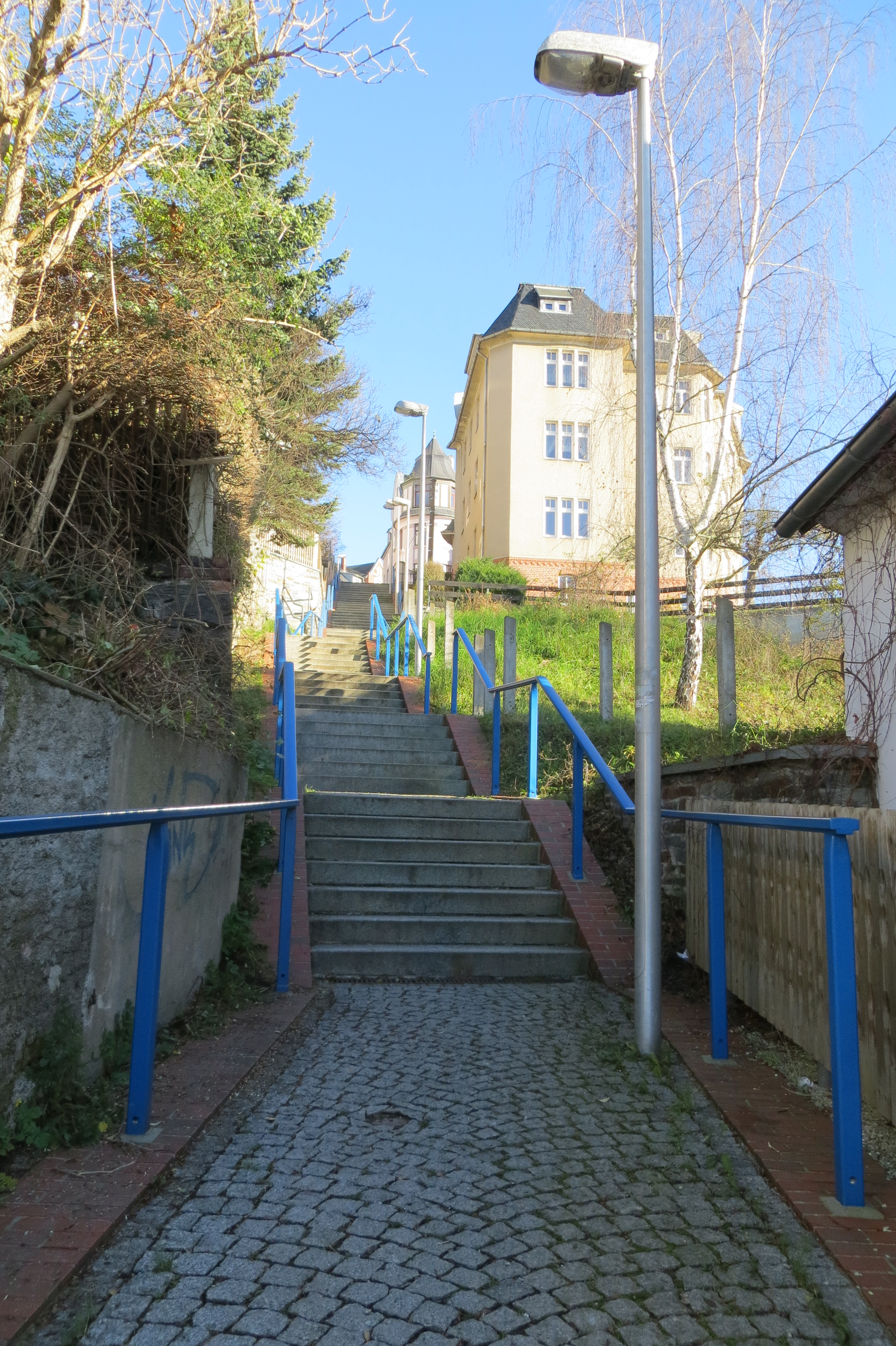
Himmelsleiter in Greiz

Die Himmelsleiter ist eine Freitreppe in Greiz. Sie ist Teil des kürzesten Fußweges in den Stadtteil Pohlitz. Sie beginnt an der Oberen Silberstraße in der Nähe der Kreuzung mit Marstallstraße, Pohlitzer Weg und Hoher Gasse auf 274 m ü. NHN und führt von dort in zwei Abschnitten über 209 Stufen bis zur Heynestraße auf 302 m ü. NHN. Manchmal wird auch der anschließende stufenlose Fußweg zur Oettlerstraße der Himmelsleiter zugerechnet.

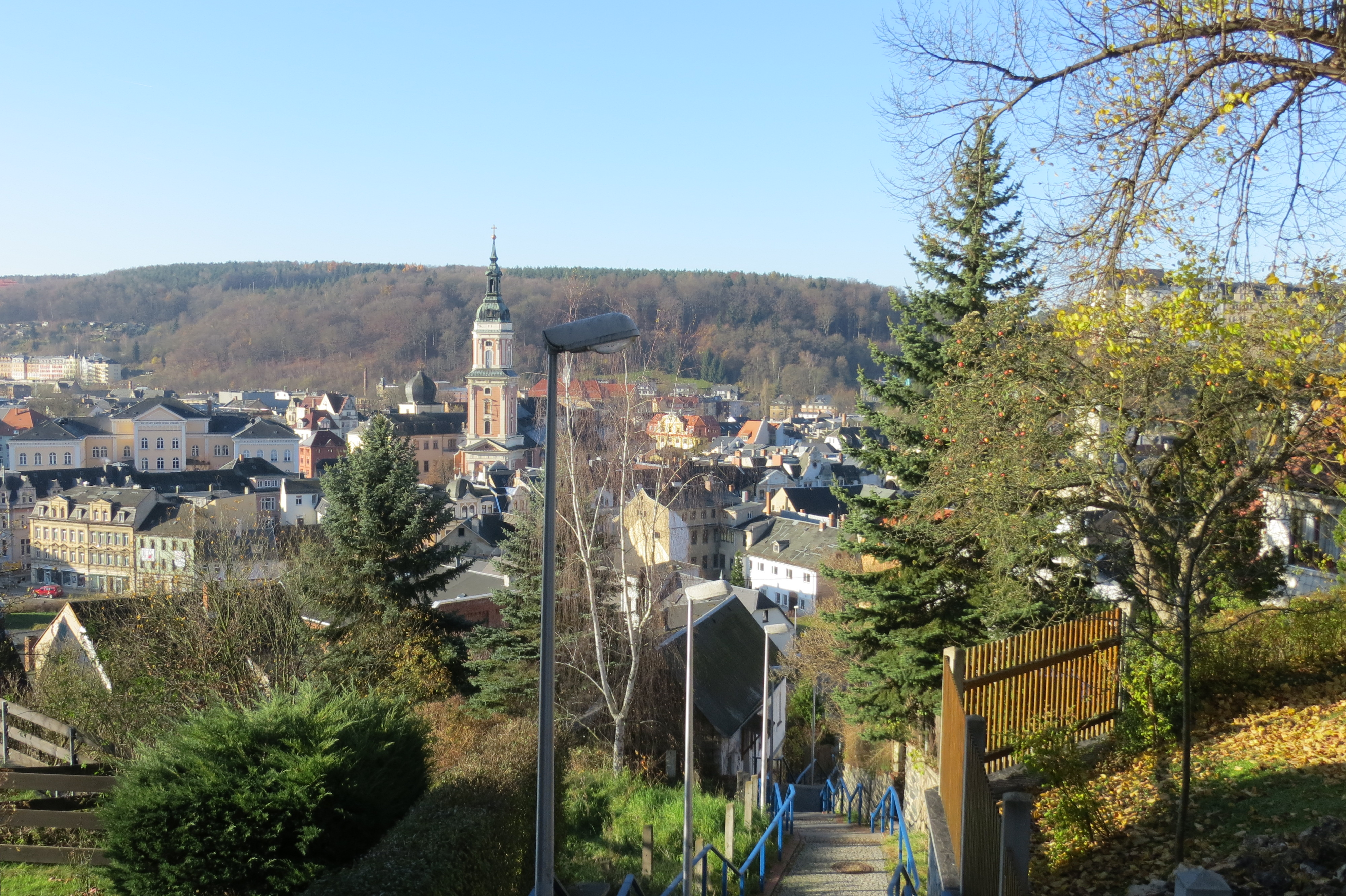
Blick auf Greiz von der Himmelsleiter

Über Jahrhunderte war der Leichenweg die kürzeste Verbindung zwischen Pohlitz und Greiz. Der unbefestigte und steile Weg war vor allem bei Regen oder im Winter sehr beschwerlich. Mit der Anlage der Cloßstraße 1895/96 entstand deshalb eine für Fuhrwerke befahrbare Verbindung zwischen beiden Orten. Da der kürzere Leichenweg auch weiterhin die bei Fußgängern beliebteste Verbindung war, wurde auf diesem ab 1901 die Treppenanlage errichtet. 1902 konnte der erste Abschnitt zwischen Oberer Silberstraße und Cloßstraße mit 155 Stufen fertiggestellt werden, 1908 der zweite zwischen Cloß- und Heynestraße mit 54 Stufen. Der untere Abschnitt wird von Wohnhäusern gesäumt, die ausschließlich über die Treppe erreichbar sind.
In den Jahren 1953, 1956 und 1999 kam es zu Reparaturen vor allem im Bereich oberhalb der Cloßstraße, 2001 wurde auch der untere Teil saniert. Heute trägt die Himmelsleiter den Straßennamen Pohlitzberg.